# Aranyozott kor

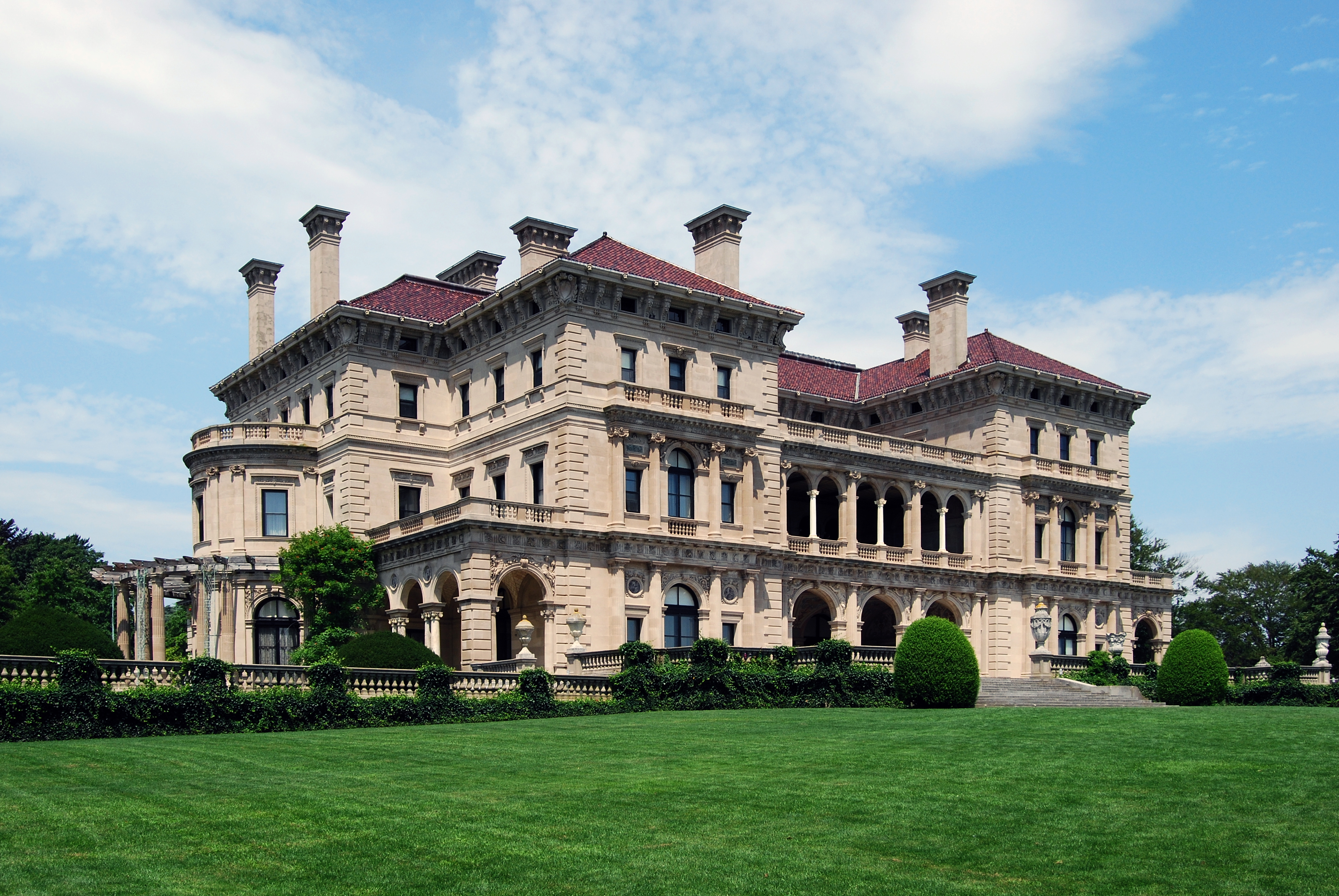
The Breakers, egy aranyozott korabeli kúria a Rhode Island-i Newportban, amelyet a gazdag Vanderbilt család építtetett

Az Amerikai Egyesült Államok történelmében az aranyozott kor (angolul: Gilded Age) nagyjából 1877 és 1896, a rekonstrukciós és a progresszív korszak között zajlott. Ez volt a gyors gazdasági növekedés időszaka, különösen az Egyesült Államok északi és nyugati részén. Mivel az amerikai bérek sokkal magasabbak lettek, mint az európaiak, különösen a szakmunkások esetében, így az iparosodás egyre több képzetlen munkaerőt igényelt, ebben az időszakban európai bevándorlók milliói áramlottak be.

## Sajátosságai
Az iparosodás gyors terjedése 1860 és 1890 között 60%-os reálbér-növekedést eredményezett, így az egyre növekvő munkaerőre terjedt ki. Az egy ipari munkásra (férfiakkal, nőkkel és gyerekekkel együtt) jutó éves átlagbér az 1880-as 380 dollárról 1890-re 564 dollárra emelkedett, ez 48%-os növekedést jelentett. Ezzel szemben az aranyozott kor a mélyszegénység és az egyenlőtlenség korszaka is volt, mivel bevándorlók milliói – sokan elszegényedett régiókból – özönlöttek az Egyesült Államokba, amelynek következtében a vagyon nagyfokú koncentrációja láthatóbbá és vitatottabbá vált.
A vasút volt a fő növekedési iparág, a gyáripar, a bányászat és a pénzügy egyre nagyobb jelentőséggel bírt. Az Európából és az Egyesült Államok keleti részeiből érkező bevándorlás a nyugati területek gyors növekedéséhez vezetett, amely a földművelésen, a mezőgazdaságon és a bányászaton alapult. A szakszervezetek egyre fontosabbá váltak a gyorsan iparosodó városokban. Két nagy országos depresszió – az 1873-as és az 1893-as pánik – szakította meg a növekedést, társadalmi és politikai felfordulást okozva.
Az amerikai polgárháború után a Dél gazdaságilag lepusztult maradt; a régió gazdasága egyre inkább az alacsony árakat elszenvedő nyersanyag-, gyapot- és dohánytermeléshez kötődött. A rekonstrukciós korszak 1877-es végével a déli afroamerikaiakat megfosztották politikai hatalmuktól és szavazati joguktól, és gazdaságilag hátrányos helyzetben maradtak.
A politikai helyzetet az jellemezte, hogy némi korrupció ellenére a választási részvétel nagyon magas volt, és az országos választásokon két, egyenlő arányban álló párt indult. A domináns kérdések kulturális (különösen a szesztilalom, az oktatás és az etnikai vagy faji csoportok tekintetében) és gazdasági (vámok és pénzellátás) kérdések voltak. A városok gyors növekedésével a politikai gépezetek egyre inkább átvették a városi politika irányítását. Az üzleti életben egyes iparágakban hatalmas országos trösztök alakultak. A szakszervezetek a nyolcórás munkanapért és a gyermekmunka eltörléséért küzdöttek; a középosztály reformerei a közszolgálati reformot, a szeszesital és a sör betiltását és a nők választójogát követelték.
Az önkormányzatok északon és nyugaton főként általános iskolákat építettek, de megjelentek az állami középiskolák is. A számos vallási felekezet taglétszáma és vagyona nőtt, a katolicizmus lett a legnagyobb. Mindannyian kiterjesztették missziós tevékenységüket a világ színterére. A katolikusok, a lutheránusok és az episzkopálisok egyházi iskolákat hoztak létre, és a legnagyobbak közülük számos főiskolát, kórházat és jótékonysági szervezetet hoztak létre. A társadalom számos problémája, különösen a szegényeké, az ezt követő progresszív korszakban reformkísérletekre adott okot.

## A név és a korszak
Az amerikai polgárháború után kezdődő és a századfordulón véget érő gazdasági fellendülés időszakát az 1920-as években történészek nevezték el aranyozott kornak, akik a kifejezést Mark Twain egyik kevésbé ismert regényéből, Az aranyozott kor-ból vették át. A könyv (amelyet Charles Dudley Warnerrel közösen írt) a polgárháború utáni, beígért "aranykorszakot" szatirizálta, amelyet a súlyos társadalmi problémák korszakaként ábrázoltak, amelyet a gazdasági expanzió vékony aranyozása álcázott. 1920-as és 1930-as években a "Gilded Age" metaforát az amerikai történelem egy kijelölt időszakára kezdték alkalmazni. A kifejezést irodalmi és kulturális kritikusok, valamint történészek, köztük Van Wyck Brooks, Lewis Mumford, Charles Austin Beard, Mary Ritter Beard, Vernon Louis Parrington és Matthew Josephson is átvették. Számukra az aranyozott kor pejoratív kifejezés volt a szélsőséges szegénységgel párosuló materialista túlzások idejére.
Az aranyozott kor korai fele nagyjából egybeesett a viktoriánus korszak középső részével Nagy-Britanniában és a Belle Époque-kal Franciaországban. Az amerikai történelem korszakait tekintve a történelmi nézetek eltérnek a tekintetben, hogy mikor kezdődött az aranyozott kor, kezdve attól, hogy közvetlenül a polgárháború befejezése után, 1865-ben vagy 1873-ban kezdődött, vagy amikor a rekonstrukciós korszak 1877-ben véget ért, illetve az aranyozott kor végét jelző dátum is változó. A befejezést általában a progresszív korszak kezdeteként adják meg az 1890-es években (néha ez az Egyesült Államok 1896-os elnökválasztása).

## Ipari és technológiai fejlődés

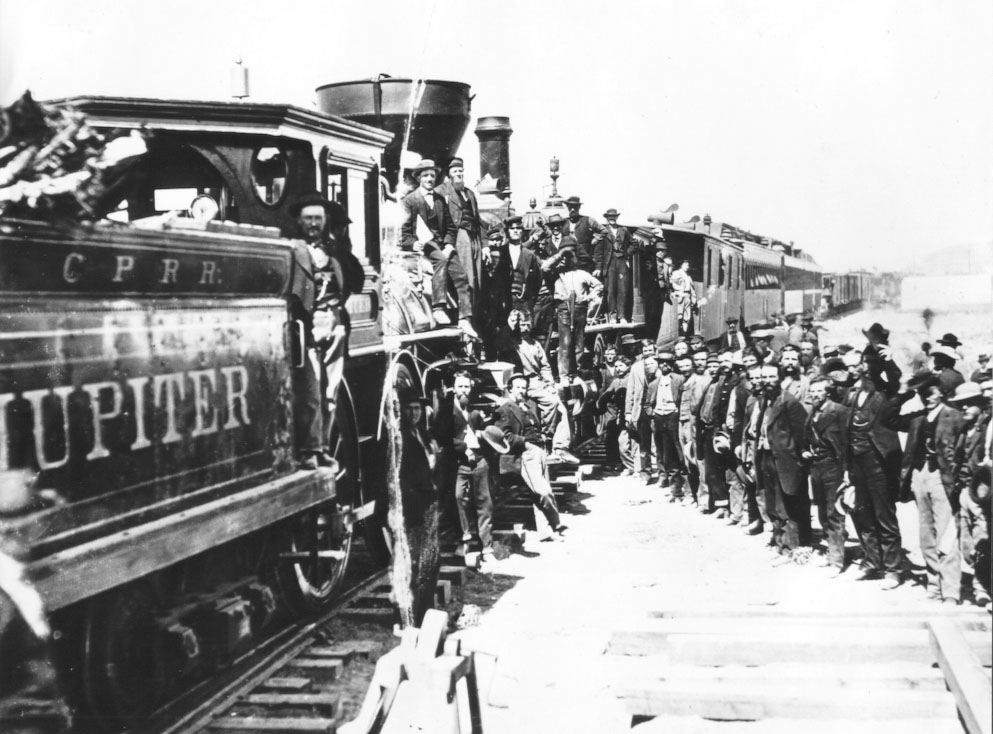
Az első transzkontinentális vasútvonal befejezésének ünnepsége, 1869. május 10.

### Technikai fejlődés
Az aranyozott kor a gazdasági növekedés időszaka volt, amikor az Egyesült Államok az iparosításban Nagy-Britanniát megelőzve az élre ugrott. A nemzet gyorsan terjeszkedett gazdasága új területekre, különösen a nehéziparra, például a gyárakra, a vasútra és a szénbányászatra. 1869-ben az első transzkontinentális vasútvonal megnyitotta a távol-nyugati bányász- és tanyasi régiókat. A New Yorkból San Franciscóba való utazás ekkor már a korábbi hat hónap helyett csak hat napot vett igénybe. 1860 és 1880 között a vasúti pályák kilométerszáma megháromszorozódott, majd 1920-ra ismét megduplázódott. Az új vasútvonal összekötötte a korábban elszigetelt területeket a nagyobb piacokkal, és lehetővé tette a kereskedelmi célú mezőgazdaság, a tanyatartás és a bányászat fellendülését, létrehozva egy valóban nemzeti piacot. Az amerikai acéltermelés meghaladta Nagy-Britannia, Németország és Franciaország összesített acéltermelését.
A londoni és párizsi befektetők a Wall Streetre összpontosított amerikai pénzügyi piacon keresztül pénzt öntöttek a vasutakba. 1900-ra a gazdasági koncentráció folyamata az ipar legtöbb ágára kiterjedt – néhány nagyvállalat, úgynevezett "trösztök" uralták az acél, az olaj, a cukor, a hús és a mezőgazdasági gépek piacát. A vertikális integráció révén ezek a trösztök képesek voltak egy adott áru előállításának minden egyes aspektusát ellenőrizni, biztosítva a késztermékből származó profit maximalizálását és az árak minimalizálását, a nyersanyagokhoz való hozzáférés ellenőrzésével pedig megakadályozták, hogy más vállalatok versenyezhessenek a piacon. Több monopólium – a leghíresebb a Standard Oil – azáltal vált a piacuk urává, hogy a versenytársak megjelenésekor alacsonyan tartotta az árakat; négyszer gyorsabban nőttek, mint a versenyző ágazatok.

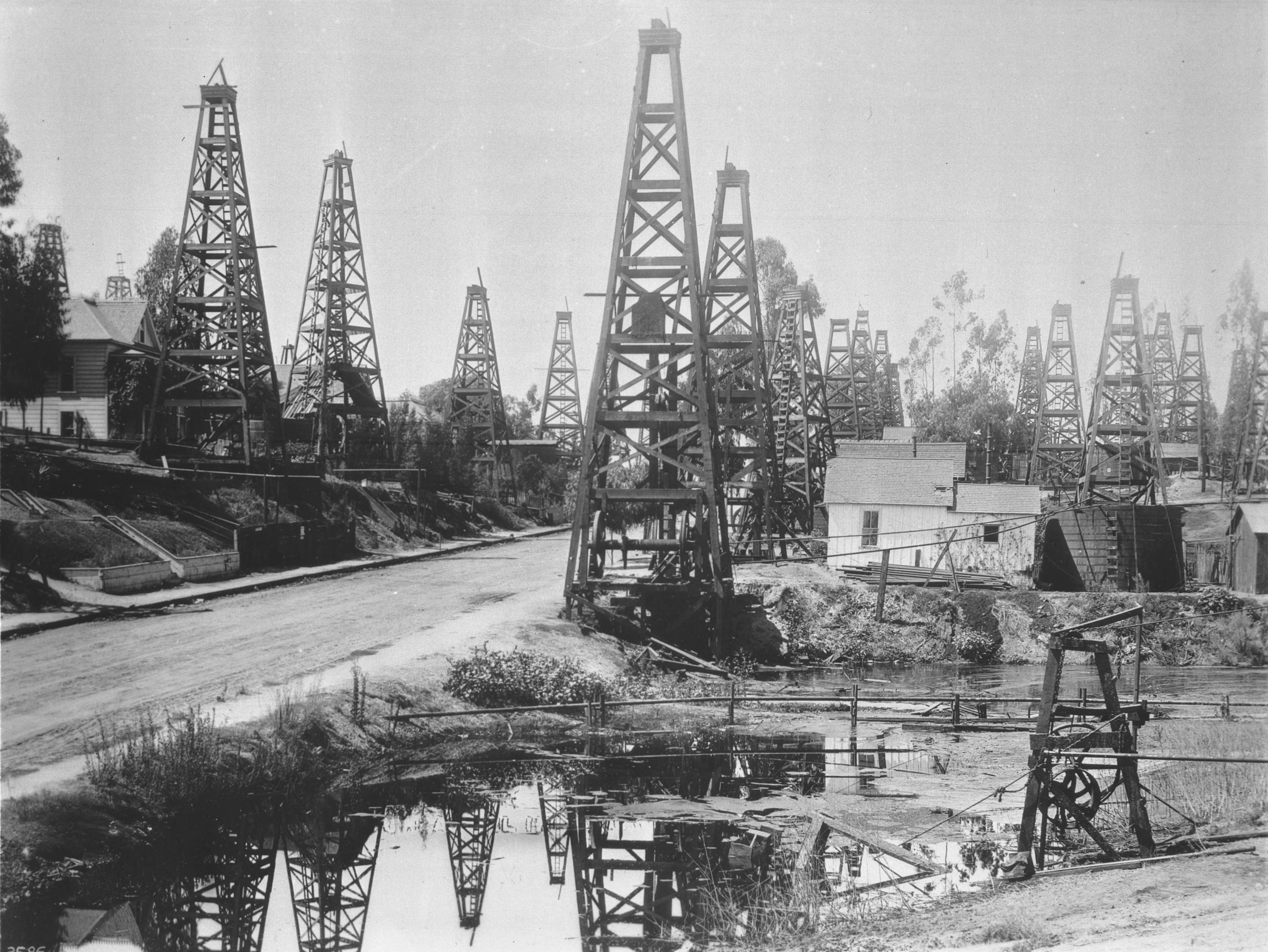
The Toluca Street Oil Field in Los Angeles oil district, 1900

Az ipar fokozottabb gépesítése az aranyozott korban a több termék előállításának olcsóbb módjait kereste. Frederick Winslow Taylor megfigyelte, hogy a munkások hatékonyságát az acélgyártásban a pazarló munka kiküszöbölése érdekében a stopperórával végzett nagyon szoros megfigyelésekkel lehet javítani. A gépesítés egyes gyárakat szakképzetlen munkások összeszerelő üzemévé tett, akik egyszerű és ismétlődő feladatokat végeztek szakképzett művezetők és mérnökök irányításával. A gépgyárak gyorsan növekedtek, és magasan képzett munkásokból és mérnökökből álltak. Mind a szakképzetlen, mind a szakképzett munkások száma nőtt, ahogy a bérük is emelkedett.
A szakértelem iránti hatalmas kereslet kielégítésére mérnöki főiskolákat hoztak létre, sokan a szövetségi kormány által támogatott Morrill Land-Grant Acts révén, amelyet a közoktatás ösztönzésére fogadtak el, különösen a mezőgazdasági és műszaki ("Ag & Tech") területeken. A vasutak, amelyek korábban feltalálták a vasúti időt az időzónák, a termelés és az életmód egységesítése érdekében, létrehozták a modern menedzsmentet, világos parancsnoki láncokkal, statisztikai jelentésekkel és összetett bürokratikus rendszerekkel, rendszerezték a középvezetők szerepét, és egyértelmű karrierpályákat hoztak létre mind a szakképzett munkások, mind a fehérgalléros vezetők számára. Ezek az előrelépések a vasútról átterjedtek a pénzügyekre, a gyártásra és a kereskedelemre. A kisvállalkozások gyors növekedésével együtt egy új középosztály is gyorsan növekedett, különösen az északi városokban.
A nemzet világelső lett az alkalmazott technológia területén. 1860 és 1890 között 500 000 szabadalmat adtak ki új találmányokra – több mint tízszer annyit, mint a megelőző hetven évben. George Westinghouse feltalálta a légféket a vonatokhoz (ami biztonságosabbá és gyorsabbá tette azokat). Theodore Vail megalapította az American Telephone & Telegraph Company-t és kiépített egy nagy kommunikációs hálózatot. Elisha Otis kifejlesztette a biztonságos felvonót, ami lehetővé tette a felhőkarcolók építését és az egyre nagyobb népesség városi központokban való koncentrálódását. Thomas Edison, amellett, hogy több száz eszközt talált fel, létrehozta az első elektromos világítási közművet, amelyet egyenáramra és hatékony izzólámpára alapozott. Az elektromos áramszolgáltatás gyorsan elterjedt az aranyozott kor városaiban. Az utcákat éjszaka kivilágították, és a villamosok lehetővé tették a gyorsabb munkába járást és a könnyebb bevásárlást.
A petróleum új iparágat indított el, kezdve a pennsylvaniai olajmezőkkel az 1860-as években. Az Egyesült Államok az 1950-es évekig uralta a globális iparágat. A kerozin felváltotta a bálnaolajat és a gyertyákat az otthonok világításában. John D. Rockefeller megalapította a Standard Oil Company-t és monopolizálta az olajipart. Főleg kerozint gyártott, mielőtt az autóipar a 20. században megteremtette a benzin iránti keresletet.

### Vasutak

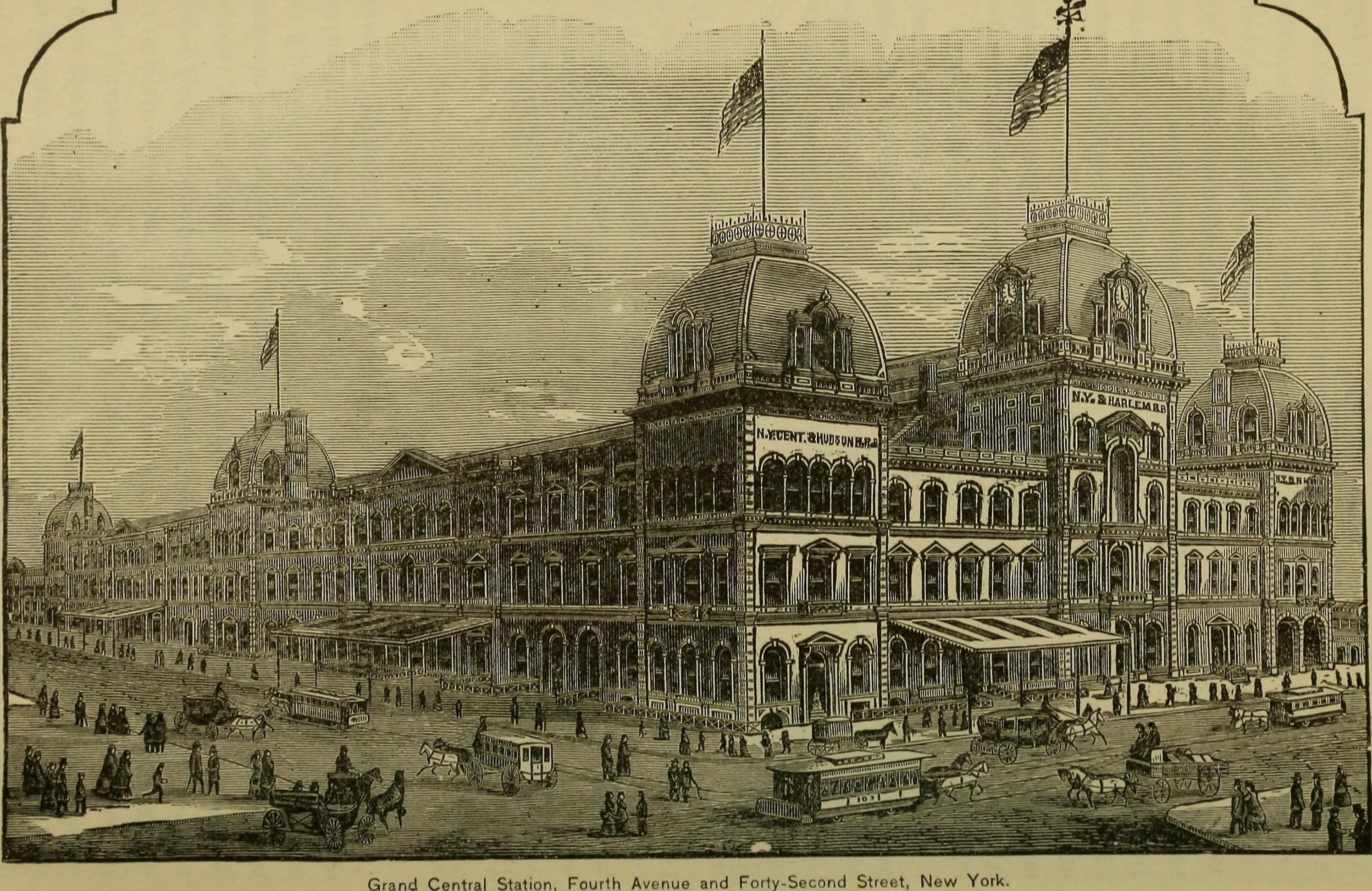
A Grand Central Depot New Yorkban, 1871-ben nyitották meg

Henry Adams történész szerint a vasúthálózatnak szüksége volt:
egy nemzedék energiájára, mert szükség volt az összes új gépezet létrehozására – tőke, bankok, bányák, kohók, üzletek, erőművek, műszaki ismeretek, gépesített népesség, valamint a társadalmi és politikai szokások, eszmék és intézmények folyamatos átalakítása, hogy az új léptékhez és az új körülményekhez igazodjanak. Az 1865 és 1895 közötti nemzedék már el volt jelzálogosítva a vasútra, és ezt senki sem tudta jobban, mint maga a nemzedék.
A hatásokat öt aspektuson keresztül lehet vizsgálni: szállítás, pénzügyek, vezetés, karrier és a nép reakciója.

#### Teher- és személyszállítás

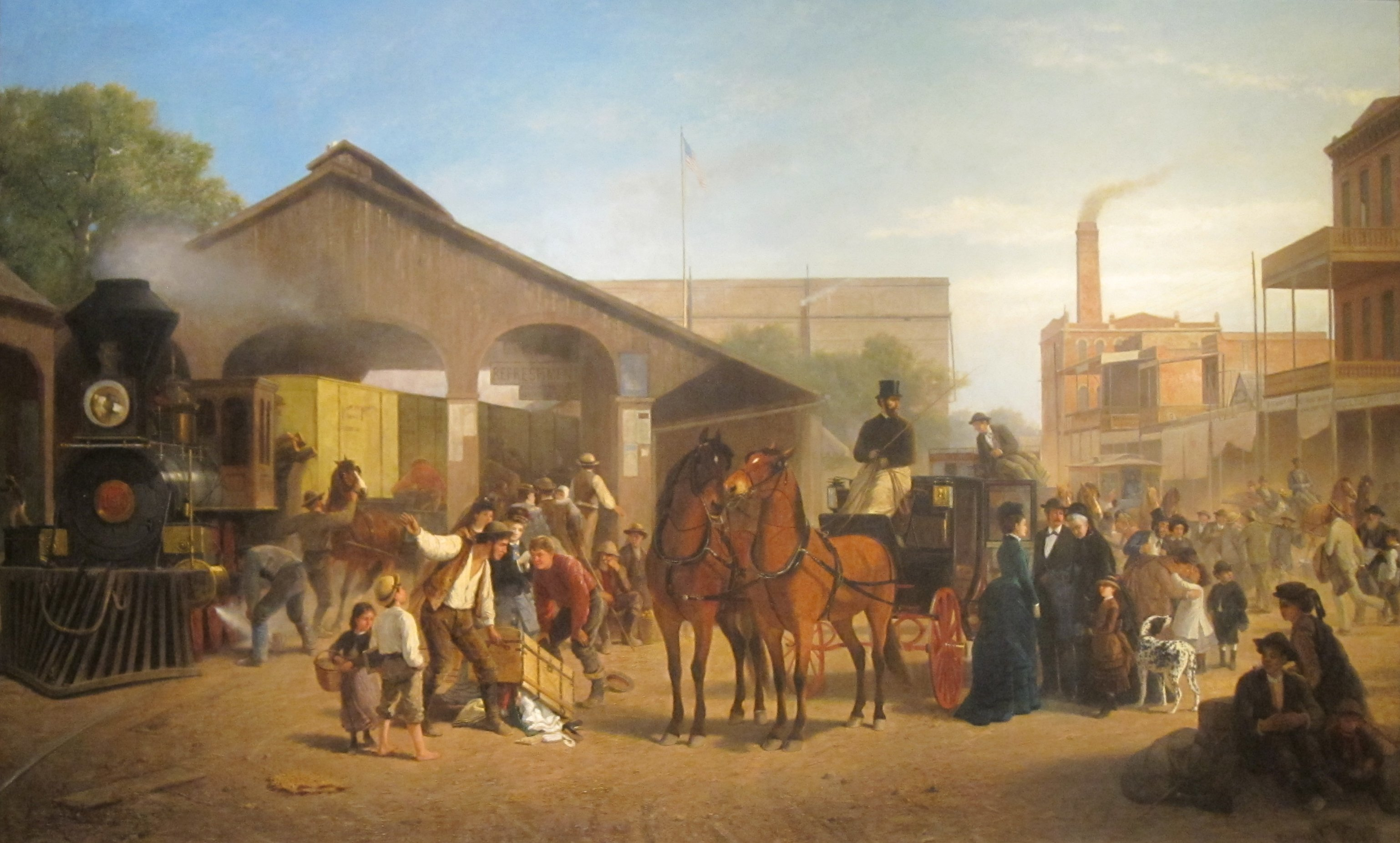
Sacramentói vasútállomás 1874-ben

A vasutak rendkívül hatékony hálózatot biztosítottak a teher- és személyszállításhoz az egész Egyesült Államokban, ösztönözve egy nagy nemzeti piac kialakulását. Ez átalakító hatással volt a gazdaság legtöbb ágazatára, beleértve a feldolgozóipart, a kis- és nagykereskedelmet, a mezőgazdaságot és a pénzügyeket. Az eredmény egy gyakorlatilag Európa méretű integrált piac lett, amelyet nem akadályoztak belső akadályok, vámok vagy nyelvi korlátok, és amelyet közös pénzügyi és jogi rendszer támogatott.

#### A magán pénzügyi rendszer alapja
A vasútfinanszírozás alapot adott a magán pénzügyi rendszer drámai bővüléséhez. A vasútépítés sokkal drágább volt, mint a gyáraké. 1860-ban a vasúti részvények és kötvények együttes állománya 1,8 milliárd dollár volt; 1897-ben elérte a 10,6 milliárd dollárt (szemben az 1,2 milliárd dolláros teljes államadóssággal). A finanszírozás elsősorban magánfinanszírozásból származott az egész északkeleti térségből és Európából, különösen Nagy-Britanniából, körülbelül 10 százalékban pedig a szövetségi kormánytól, különösen földtámogatások formájában, amelyeket bizonyos mennyiségű pálya megnyitása esetén lehetett realizálni. A kialakuló amerikai pénzügyi rendszer alapja a vasúti kötvények voltak. 1860-ra New York volt a domináns pénzügyi piac. A britek világszerte nagy összegeket fektettek be a vasutakba, de sehol sem többet, mint az Egyesült Államokban. 1914-re az összeg mintegy 3 milliárd dollárra rúgott. 1914-1917-ben felszámolták amerikai vagyonukat, hogy kifizessék a háborús ellátmányt.

#### A modern menedzsment feltalálása
A vasúti menedzsment olyan összetett rendszereket tervezett, amelyek sokkal bonyolultabb egyidejű kapcsolatokat tudtak kezelni, mint amiről a helyi gyáros álmodhatott, aki órák alatt saját gyárának minden részét be tudta járőrözni. Az építőmérnökök lettek a vasutak felsővezetői. A vezető újítók a massachusettsi Western Railroad és a Baltimore and Ohio Railroad voltak az 1840-es években, az Erie Railroad az 1850-es években és a Pennsylvania Railroad az 1860-as években.

#### Karrier
A vasutak találták fel a karrierutat a magánszektorban mind a kék-, mind a fehérgallérosok számára. A vasútépítés élethosszig tartó karrierré vált a fiatal férfiak számára; nőket szinte soha nem vettek fel. Egy tipikus karrierút szerint egy fiatalembert 18 évesen műhelymunkásként vettek fel, 24 évesen szakképzett szerelővé léptették elő, 25 évesen fékezővé, 27 évesen kocsirendezővé (freight conductor), 57 évesen pedig kalauzzá (passenger conductor) léptették elő. A fehérgallérosok karrierútjait szintén meghatározták. A képzett fiatalemberek irodai vagy statisztikai munkakörben kezdtek, és állomásfőnökök vagy központi tisztviselők lettek.
Minden szinten egyre több tudással, tapasztalattal és emberi tőkével rendelkeztek. Őket nagyon nehéz volt pótolni, és gyakorlatilag garantált volt az állandó munkahelyük, valamint biztosítottak számukra biztosítást és egészségügyi ellátást. A felvételt, az elbocsátást és a béreket nem a művezetők, hanem a központi vezetők határozták meg, hogy minimalizálják a kivételezést és a személyi konfliktusokat. Mindent a szabályok szerint csináltak, ahol egyre bonyolultabb szabályrendszer diktálta mindenkinek, hogy pontosan mit kell tennie minden körülmények között, és hogy pontosan mi a rangja és a fizetése. Az 1880-as évekre a hivatásos vasutasok nyugdíjba vonultak, és nyugdíjrendszereket találtak ki a számukra való ellátásra.

#### Gyűlölet-szerelem a vasúttal

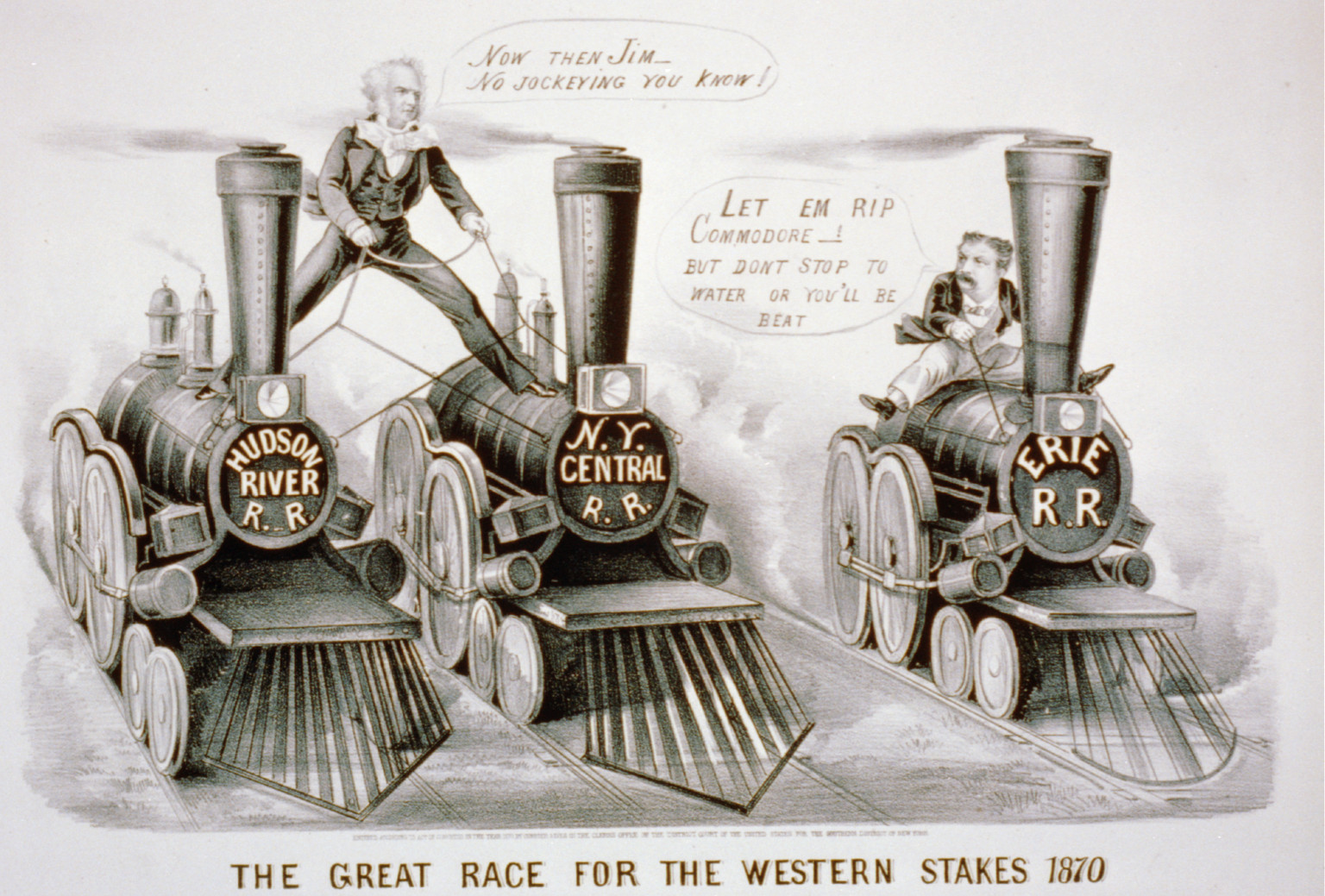
Cornelius Vanderbilt és James Fisk Jr. híres rivalizálása az Erie Railroaddal.

Amerika gyűlölet-szerelem viszonyt alakított ki a vasutakkal. Minden városban a támogatók lázasan dolgoztak azon, hogy a vasútvonal megvalósuljon, mert tudták, hogy a városi álmaik ettől függenek. A vasút mechanikus mérete, kiterjedése és hatékonysága mély benyomást tett; az emberek vasárnapi ruhájukba öltözve mentek le a végállomásra, hogy megnézzék a vonat érkezését. Az utazás sokkal egyszerűbbé, olcsóbbá és elterjedtebbé vált. A kisvárosok vásárlói egynapos kirándulásokat tehettek a nagyvárosi boltokba. Szállodák, üdülőhelyek és turisztikai látványosságok épültek, hogy kielégítsék a keresletet. A felismerés, hogy bárki vehet jegyet egy ezer mérföldes útra, erőt adott. Gary Cross és Rick Szostak történészek szerint:
Az utazási szabadsággal együtt járt a nemzeti identitástudat erősödése és a regionális kulturális sokszínűség csökkenése. A parasztgyerekek könnyebben megismerkedhettek a nagyvárossal, a keletiek pedig könnyebben látogathatták meg a nyugatot. Nehéz elképzelni egy kontinentális méretű Egyesült Államokat a vasút nélkül.
Az építő- és gépészmérnökök mintapolgárokká váltak, akik a gazdaság minden szakaszába, valamint a helyi és nemzeti kormányzatba is bevitték tenni akarásukat és szisztematikus munkabírásukat. 1910-re a nagyvárosok pompás, palotaszerű vasútállomásokat építettek, mint például a New York-i Pennsylvania Stationt és a washingtoni Union Stationt.
De volt egy sötét oldala is. Az 1870-es évekre a vasutakat a nyugati farmerek megrágalmazták, akik magukévá tették a Granger-mozgalom témáját, miszerint a monopolisztikus fuvarozók túl nagy árképzési hatalommal rendelkeznek, és hogy az állami törvényhozásnak kell szabályoznia a maximális árakat. A helyi kereskedők és szállítmányozók támogatták a követelést, és elfogadtattak néhány "Granger-törvényt". A vasútellenes panaszokat hangosan ismételték a 19. század végi politikai retorikában.

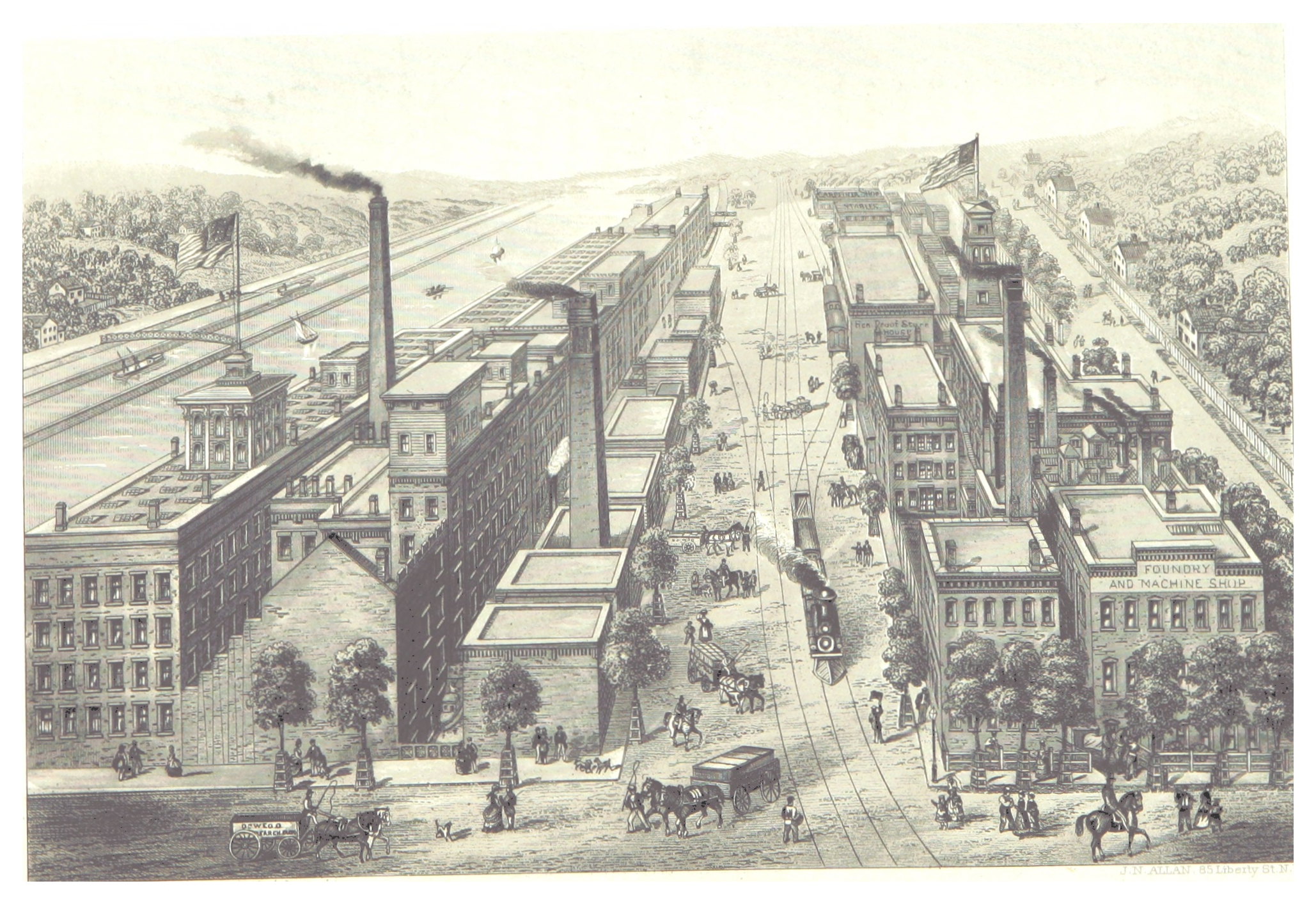
Oswego keményítőgyár Oswegóban, New York, 1876

Az ország egyik leggyűlöltebb vasutasa Collis P. Huntington (1821-1900), a Southern Pacific Railroad elnöke volt, aki uralta Kalifornia gazdaságát és politikáját. Az egyik tankönyv szerint: "Huntington a tizenkilencedik század végi üzleti élet kapzsiságát és korrupcióját szimbolizálta. Üzleti riválisok és politikai reformerek minden elképzelhető gonoszsággal vádolták őt. Az újságírók és karikaturisták azzal szereztek hírnevet, hogy befeketítették őt... A történészek Huntingtont az állam legmegvetendőbb gazemberének állították be." Huntington azonban megvédte magát: "Tetteim hátterében őszinte indítékok álltak, és az eredmények sokkal inkább Kalifornia javát szolgálták, mint az enyémet."

#### A gazdálkodásra gyakorolt hatás
A vasutak növekedése az 1850-es és 1880-as évek között sokkal megvalósíthatóbbá és jövedelmezőbbé tette a kereskedelmi célú gazdálkodást. Több millió hektár nyílt meg a betelepülés előtt, amint a vasút a közelben volt, és hosszú távú értékesítési lehetőséget biztosított a különféle mezőgazdasági termékek, a búza, a szarvasmarha és a sertés számára, amelyek egészen Európáig eljutottak. A vidéki Amerika egyetlen óriási piaccá vált, mivel a nagykereskedők felvásárolták a keleti gyárak által előállított fogyasztási cikkeket, és országszerte kis boltokban szállították a helyi kereskedőknek. Az élő állatok szállítása lassú és drága volt. Hatékonyabb volt levágni őket a nagyobb csomagolóközpontokban, például Chicagóban, Kansas Cityben, St. Louisban, Milwaukee-ban és Cincinnatiben, majd hűtőkocsikban szállítani a feldarabolt húst. A vagonokat az északi tavakból télen begyűjtött jégtáblákkal hűtötték, és nyári és őszi felhasználásra tárolták. Chicago, a fő vasúti központ óriási hasznot húzott ebből, Kansas City pedig csak a második helyen állt. William Cronon történész megállapította:
A chicagói vágóhidaknak köszönhetően a wyomingi farmerek és az iowai takarmánytermelők rendszeresen megbízható piacot találtak az állataiknak, és átlagosan jobb árat kaptak az ott eladott állatokért. Ugyanekkor és ugyanezen okból kifolyólag az amerikaiak minden osztályból több és jobb húsból nagyobb választékot találtak az asztalukon, amelyet átlagosan alacsonyabb áron vásároltak meg, mint valaha. Ennek fényében a vágóhidak "merev takarékossági rendszere" valóban nagyon jó dolognak tűnt.

### Gazdasági növekedés

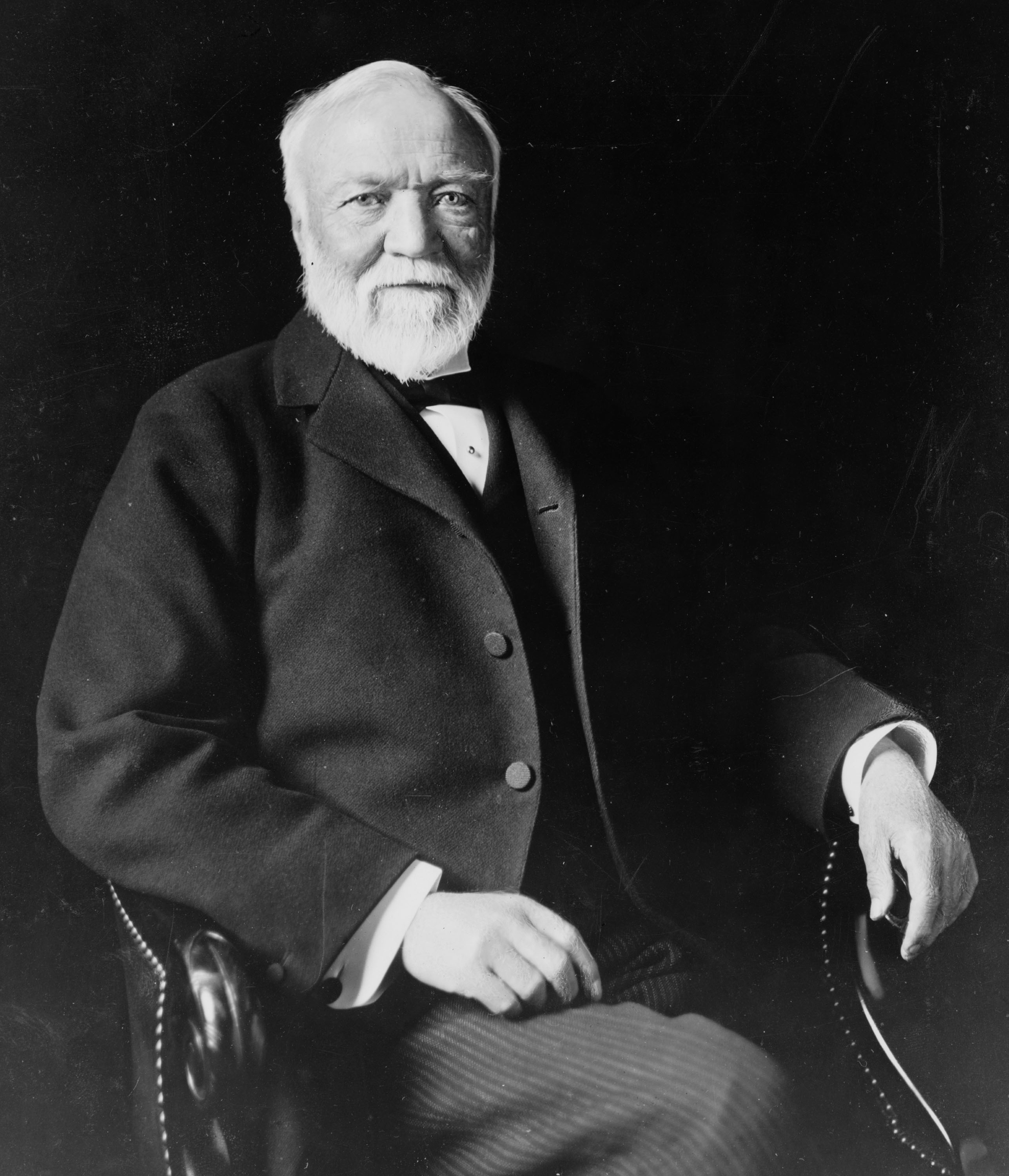
A skót bevándorló Andrew Carnegie vezette az amerikai acélipar hatalmas terjeszkedését

Az 1870-es és 1880-as években az Egyesült Államok gazdasága történelmének leggyorsabb ütemben növekedett, a reálbérek, a vagyon, a GDP és a tőkefelhalmozás egyaránt gyorsan nőtt. 1865 és 1898 között például a búza termelése 256%-kal, a kukoricaé 222%-kal, a széné 800%-kal, a vasúti pályakilométereké pedig 567%-kal nőtt. 1865-re erős országos közlekedési és kommunikációs hálózatokat hoztak létre. A vállalat lett az üzleti szervezet uralkodó formája, és a tudományos menedzsment forradalma átalakította az üzleti tevékenységet.
A 20. század elejére az Egyesült Államok bruttó hazai terméke és ipari termelése világelső lett. Kennedy arról számol be, hogy "az USA nemzeti jövedelme, abszolút számokban, egy főre vetítve, 1914-re olyannyira meghaladta mindenki másét". Az egy főre jutó jövedelem az Egyesült Államokban 1914-ben 377 dollár volt, szemben a második helyen álló Nagy-Britanniával (244 dollár), Németországgal (184 dollár), Franciaországgal (153 dollár) és Olaszországgal (108 dollár), míg Oroszország és Japán messze lemaradva, 41 és 36 dollárral.
London 1914-ig a világ pénzügyi központja maradt, mégis az Egyesült Államok növekedése arra késztette a külföldieket, hogy feltegyék a kérdést, ahogy W. T. Stead brit író írta 1901-ben: "Mi az amerikai siker titka?" A második ipari forradalom üzletemberei északkeleten ipari városokat hoztak létre új gyárakkal, és etnikailag sokszínű ipari munkásosztályt alkalmaztak, sokan közülük új bevándorlók voltak Európából.

### Bérek
Az iparosodás gyors terjedése 1860 és 1890 között 60%-os reálbér-növekedést eredményezett, amely az egyre növekvő munkaerőre oszlott. A reálbérek (az inflációval kiigazítva) folyamatosan emelkedtek, a pontos százalékos növekedés az időpontoktól és az adott munkaerőtől függött. A Népszámlálási Hivatal 1892-ben arról számolt be, hogy az egy ipari munkásra (férfiakkal, nőkkel és gyerekekkel együtt) jutó átlagos éves bér az 1880-as 380 dollárról 1890-re 564 dollárra emelkedett, ami 48%-os növekedést jelent. 1870-ben Clarence D. Long gazdaságtörténész becslése szerint (1914-es állandó dollárban kifejezve) az összes amerikai nem mezőgazdasági alkalmazott átlagos éves jövedelme az 1870-es 375 dollárról 1880-ra 395 dollárra, 1890-re 519 dollárra és 1900-ra 573 dollárra emelkedett, ami 30 év alatt 53%-os növekedést jelent.
Peter Shergold ausztrál történész megállapította, hogy az ipari munkások életszínvonala magasabb volt, mint Európában. Összehasonlította a béreket és az életszínvonalat Pittsburghben az angliai Birminghammel, Európa egyik leggazdagabb ipari városával. A megélhetési költségek figyelembevétele után (amelyek az Egyesült Államokban 65%-kal magasabbak voltak) azt találta, hogy a szakképzetlen munkások életszínvonala nagyjából azonos volt a két városban, míg a szakképzett munkások életszínvonala Pittsburghben körülbelül 50%-100%-kal magasabb volt, mint az angliai Birminghamben. Warren B. Catlin azt gondolta, hogy az Amerikában rendelkezésre álló természeti erőforrások és szűzföldek biztonsági szelepként működtek a szegényebb munkások számára, ezért a munkaadóknak magasabb béreket kellett fizetniük a munkaerő felvételéhez. Shergold szerint az amerikai előny 1890 és 1914 között idővel nőtt, és a magasabbnak vélt amerikai bér a szakképzett munkások nehéz, folyamatos áramlását eredményezte Nagy-Britanniából az iparosodó Amerikába. Steve Fraser történész szerint a munkások általában évi 800 dollárnál kevesebbet kerestek, ami szegénységben tartotta őket. A munkásoknak nagyjából heti 60 órát kellett dolgozniuk, hogy ennyit keressenek.
A bérmunkát széles körben "bérrabszolgaságként" ítélték el a munkásosztály sajtójában, és a munkásvezetők szinte mindig használták ezt a kifejezést beszédeikben. Ahogy a bérmunka felé való elmozdulás egyre nagyobb lendületet vett, a munkásosztály szervezetei egyre harciasabbá váltak a "munkabérek egész rendszerének lecsapására irányuló erőfeszítéseikben." 1886-ban Henry George közgazdász és New York-i polgármesterjelölt, a Progress and Poverty című könyv szerzője kijelentette: "A bérrabszolgaság halott, de az ipari rabszolgaság megmaradt."

### A vagyoni különbségek

Karikatúra, amely Cyrus Fieldet, Jay Gouldot, Cornelius Vanderbiltet és Russell Sage-et mutatja, amint "milliós zsákokon" ülnek, az alacsony bérekből és magas árakból készült nagy, nehéz tutajon, amelyet munkások cipelnek

A vagyon egyenlőtlen eloszlása ebben az időszakban is nagy maradt. 1860 és 1900 között az amerikai háztartások leggazdagabb 2%-a birtokolta az ország vagyonának több mint egyharmadát, míg a felső 10% nagyjából a háromnegyedét. Az alsó 40%-nak egyáltalán nem volt vagyona. A vagyont tekintve a leggazdagabb 1% 51%-ot birtokolt, míg az alsó 44% csak 1,1%-ot.
Howard Zinn történész szerint ez az egyenlőtlenség a munkásosztályok bizonytalan munka- és életkörülményeivel együtt a populista, anarchista és szocialista mozgalmak felemelkedését eredményezte. Thomas Piketty francia közgazdász megjegyzi, hogy a kor közgazdászai, mint például Willford I. King, aggódtak amiatt, hogy az Egyesült Államok egyre inkább egyenlőtlenné válik, és olyannyira, hogy a régi Európához kezd hasonlítani, és "egyre távolabb kerül eredeti úttörő eszményétől".
Richard Sutch közgazdász szerint a korszak alternatív szemléletében az alsó 25% a vagyon 0,32%-át birtokolta, míg a felső 0,1% 9,4%-át, ami azt jelentené, hogy ebben az időszakban volt a legalacsonyabb a vagyoni különbség a feljegyzett történelemben. Ezt a kormányzati beavatkozás hiányának tulajdonítja.
A gazdasági növekedés ezen időszakához jelentős emberi áldozatok is kapcsolódtak, mivel az amerikai iparban volt a legmagasabb a balesetek aránya a világon. 1889-ben a vasutak 704 000 embert foglalkoztattak, akik közül 20 000-en megsérültek és 1972-en haltak meg a munkájuk során. Az USA volt az egyetlen ipari hatalom is, ahol nem volt munkáskártérítési program a sérült munkások támogatására.

### A szakszervezetek felemelkedése

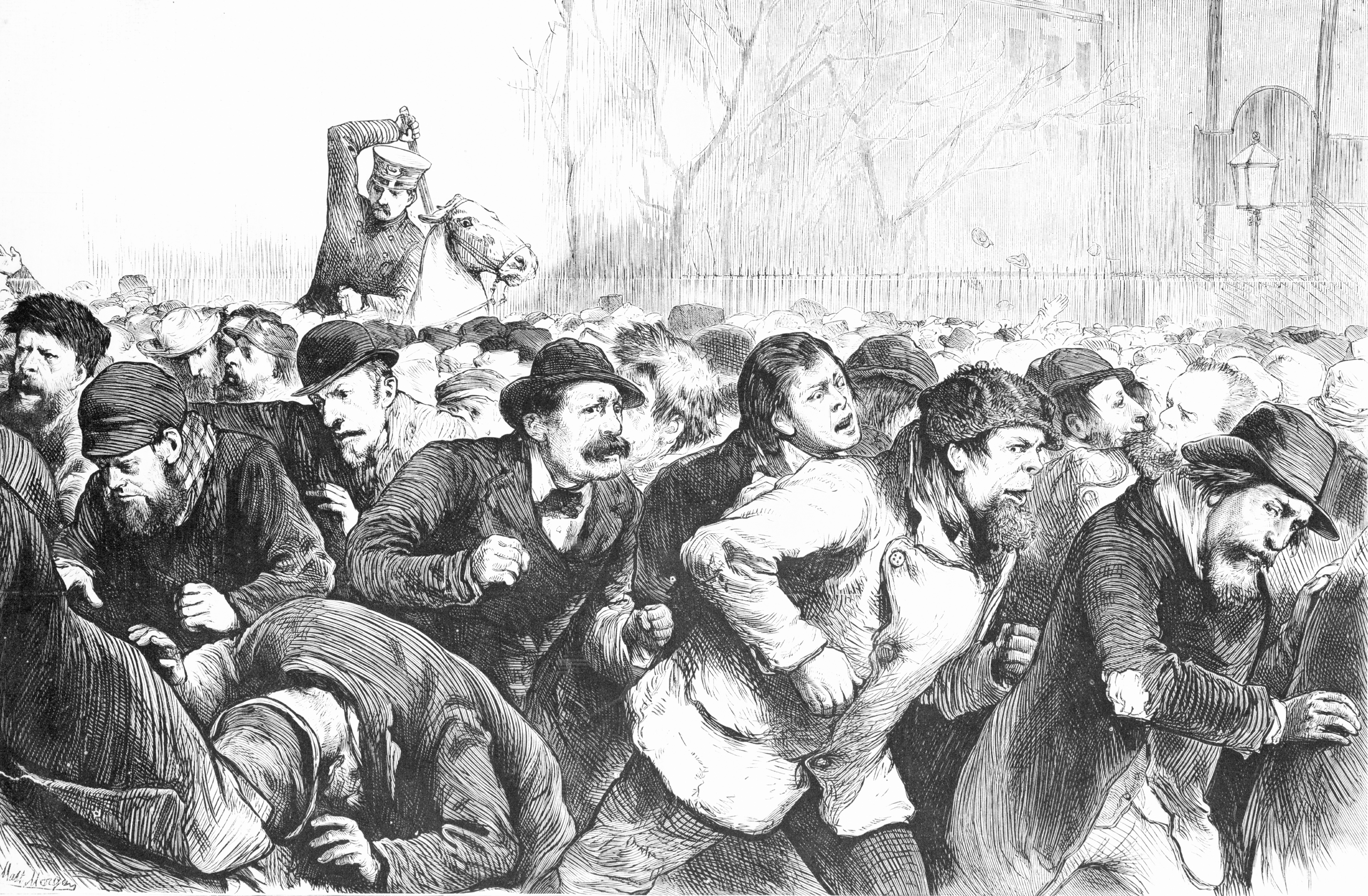
A New York-i rendőrség erőszakos támadása munkanélküli munkások ellen a Tompkins Square Parkban, 1874

A kézműves irányultságú szakszervezetek, például az ácsok, nyomdászok, cipészek és szivargyárosok szakszervezete, 1870 után folyamatosan nőttek az ipari városokban. Ezek a szakszervezetek gyakori rövid sztrájkokat alkalmaztak, mint módszert a munkaerőpiac feletti ellenőrzés megszerzésére, és a konkurens szakszervezetek elleni harcra. Általában elzárták a nőket, feketéket és kínaiakat a szakszervezeti tagságtól, de a legtöbb európai bevándorlót szívesen fogadták.
A vasutaknak saját, különálló szakszervezeteik voltak. Az 1870-es évek gazdasági válsága alatt egy különösen nagyszabású zavargási epizód (becslések szerint nyolcvanezer vasúti munkás és több százezer más amerikai, alkalmazott és munkanélküli) tört ki, amely az 1877-es nagy vasutassztrájk néven vált ismertté, és Jack Beatty történész szerint "a 19. században a legnagyobb sztrájk volt bárhol a világon." Ez a sztrájk nem a szakszervezeteket érintette, hanem inkább számos városban zajló koordinálatlan kirohanásokat. A sztrájk és a hozzá kapcsolódó zavargások 45 napig tartottak, és több száz résztvevő halálát (rendőrök vagy katonák nem haltak meg), több száz további sérültet és több milliós károkat okoztak a vasút vagyonában. A zavargásokat a kormány elég súlyosnak ítélte ahhoz, hogy Rutherford B. Hayes elnök szövetségi csapatokkal avatkozzon be.
Az 1880-as évek közepétől kezdve egy új csoport, a Knights of Labor (A Munka Lovagjai) túl gyorsan növekedett, és túlságosan kicsúszott az irányításuk alól, és nem tudta kezelni az 1886-os nagy délnyugati vasúti sztrájkot. A Lovagok kerülték az erőszakot, de hírnevük az 1886-os chicagói Haymarket téri lázadás nyomán összeomlott, amikor az anarchisták állítólag felrobbantották a gyűlést feloszlató rendőröket. A rendőrség ezután véletlenszerűen a tömegbe lőtt, számos embert megölt és megsebesített, köztük más rendőröket is, és önkényesen összeterelte az anarchistákat, köztük a mozgalom vezetőit. Hét anarchistát állítottak bíróság elé; négyet felakasztottak, noha semmilyen bizonyíték nem kapcsolta őket közvetlenül a robbantáshoz. Egyiküknél a Knights of Labor tagsági igazolvány volt. A Knights of Labor csúcspontján 700 000 tagot vallottak magukénak. 1890-re a tagság 100 000 alá zuhant, majd megszűnt.
A szakszervezetek által szervezett sztrájkok az 1880-as évekre rutinszerű eseményekké váltak, ahogy a gazdagok és a szegények közötti szakadék egyre mélyült. 1881 és 1905 között 37 000 sztrájk volt. Messze a legtöbbet az építőipari szakmákban sztrájkoltak, jóval utánuk a szénbányászok. A fő cél a munkakörülmények ellenőrzése és annak eldöntése volt, hogy melyik rivális szakszervezet irányít. A legtöbbjük nagyon rövid ideig tartott. Gazdasági válság idején a sztrájkok erőszakosabbak voltak, de kevésbé sikeresek, mert a vállalat amúgy is veszteséges volt. Jóléti időkben sikeresek voltak, amikor a vállalat veszteséges volt, és gyorsan akarta rendezni a helyzetet.
A legnagyobb és legdrámaibb sztrájk az 1894-es Pullman-sztrájk volt, az országos vasúti rendszer leállítására irányuló összehangolt erőfeszítés. A sztrájkot az Eugene V. Debs által vezetett, újonnan alakult Amerikai Vasúti Szakszervezet vezette, és a bevett testvérszervezetek nem támogatták. A szakszervezet szembeszegült a szövetségi bírósági felszólításokkal, hogy hagyják abba a postavonatok blokkolását, ezért Cleveland elnök az amerikai hadsereget vetette be, hogy a vonatok újra közlekedjenek. Az ARU eltűnt, a hagyományos vasúti testvériségek pedig fennmaradtak, de elkerülték a sztrájkokat.
Az új Amerikai Munkásszövetség, élén Samuel Gompersszel, megtalálta a megoldást. Az AFL szakszervezetek koalíciója volt, amelyek mindegyike erős helyi tagozatokra épült; az AFL koordinálta a munkájukat a városokban, és megakadályozta a joghatósági csatározásokat. Gompers elutasította a szocializmust, és felhagyott a korábbi szakszervezetek erőszakos természetével. Az AFL a helyi munkaerőpiac ellenőrzésén dolgozott, ezáltal felhatalmazta a helyi szervezeteket arra, hogy magasabb béreket és nagyobb ellenőrzést szerezzenek a munkaerő-felvétel felett. Ennek eredményeként az AFL szakszervezetek a legtöbb városban elterjedtek, és 1919-ben érte el a taglétszám a csúcsot.
Ebben az időszakban több pénzügyi válság és gazdasági recesszió – az úgynevezett "pánik" – következett be, nevezetesen az 1873-as és az 1893-as pánik. Ezek több évig tartottak, magas városi munkanélküliséggel, a gazdák alacsony jövedelmével, a vállalkozások alacsony nyereségével, lassú általános növekedéssel és a bevándorlás csökkenésével jártak. Politikai zavargásokat generáltak.

## Vidéki élet
Az aranyozott korban a mezőgazdaság drámai fejlődésére került sor, a gazdaságok száma az 1860-as 2,0 millióról 1905-re megháromszorozódott 6,0 millióra. A farmokon élő emberek száma az 1860-as körülbelül 10 millióról 1880-ban 22 millióra, 1905-ben pedig 31 millióra nőtt. A farmok értéke az 1860-as 8,0 milliárd dollárról 1906-ra 30 milliárd dollárra emelkedett.
A szövetségi kormány az 1862. évi Homestead Acts értelmében 160 hektáros (65 hektáros) földterületeket adott gyakorlatilag ingyen a telepesek számára. Még nagyobb számban vásároltak földeket nagyon alacsony kamatra az új vasúttól, amely megpróbált piacokat teremteni. A vasutak sokat reklámoztak Európában, és alacsony viteldíjakkal több százezer földművest hoztak át Németországból, Skandináviából és Nagy-Britanniából.
A figyelemre méltó fejlődés és az általános jólét ellenére a 19. századi amerikai farmerek visszatérő nehézségek ciklusait élték át, amelyeket elsősorban a gyapot és a búza világpiaci árának csökkenése okozott.
A gépesítéssel együtt, amelyek nagymértékben növelték a területegységenkénti terméshozamot, a század második felében gyorsan nőtt a megművelt földterület nagysága, mivel a vasútvonalak új nyugati területeket nyitottak meg a betelepülés előtt. A búzatermesztők bőséges termést és jó éveket élveztek 1876-tól 1881-ig, amikor a rossz európai termés magasan tartotta a világpiaci árat. Ezután az 1880-as években visszaesést szenvedtek, amikor az európai körülmények javultak. Minél nyugatabbra mentek a telepesek, annál inkább függővé váltak a monopolista vasúttól, hogy az áruikat a piacra szállítsák, és annál inkább hajlamosak voltak tiltakozni, mint például az 1890-es évek populista mozgalmában. A búzatermelők a helyi gabonafeldolgozókat (akik felvásárolták a terményüket), a vasutakat és a keleti bankárokat okolták az alacsony árakért. Ezt a tiltakozást ma már a mezőgazdaság kereskedelmi forgalomba kerülése miatt jóval nagyobb bizonytalanságnak tulajdonítják, a monopóliumok, az aranystandard és a hitelek pedig egyszerűen ennek a kockázatnak a megjelenítői voltak.
Az általános mezőgazdasági problémák kezelésére irányuló első szervezett erőfeszítés a Grange mozgalom volt. Az 1867-ben az amerikai mezőgazdasági minisztérium alkalmazottai által indított Grange-ek kezdetben a társadalmi tevékenységekre összpontosítottak, hogy ellensúlyozzák a legtöbb farmercsalád elszigeteltségét. A nők részvételét aktívan ösztönözték. Az 1873-as pánik hatására a Grange hamarosan 20 000 tagozatra és 1,5 millió tagra nőtt. A Grangesek saját marketingrendszereket, üzleteket, feldolgozóüzemeket, gyárakat és szövetkezeteket hoztak létre. A legtöbbjük csődbe ment. A mozgalom az 1870-es években politikai sikereket is elért. Néhány középnyugati állam "Granger-törvényeket" fogadott el, amelyek korlátozták a vasúti és raktári díjakat. A mezőgazdasági problémák tömeges politikai figyelmet kaptak a populista mozgalomban, amely 1892-ben 44 szavazatot szerzett az elektori kollégiumban. A csúcspontot 1896-ban William Jennings Bryan jelölése jelentette a demokratáknál, aki szimpatizált a populista aggodalmakkal, például az ezüstszabvánnyal.

## Városi élet

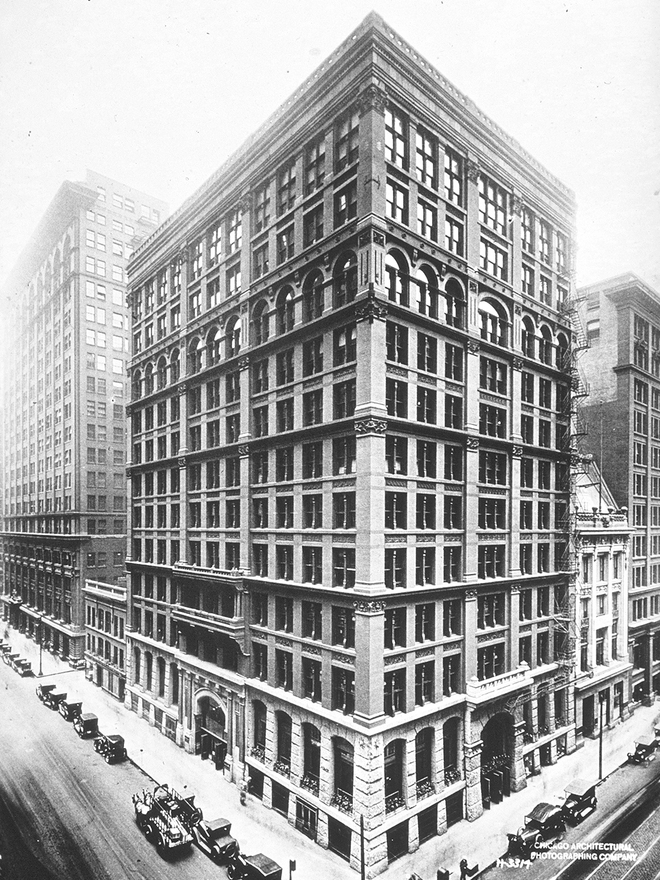
A chicagói Home Insurance Building lett a világ első felhőkarcolója, amikor 1885-ben megépült

Az amerikai társadalom jelentős változásokon ment keresztül a polgárháborút követő időszakban, legjelentősebb Észak gyors urbanizációja volt. A szakképzetlen munkások iránti növekvő kereslet miatt a legtöbb európai bevándorló a malomvárosokba, bányásztáborokba és ipari városokba ment. New York, Philadelphia és különösen Chicago gyors növekedésnek indult. Louis Sullivan neves építész lett, aki először használt acélvázakat felhőkarcolók építéséhez, miközben úttörő szerepet játszott a "forma követi a funkciót" gondolatában. Chicago lett a felhőkarcoló-őrület központja, kezdve a William Le Baron Jenney által 1884-1885-ben épített tízemeletes Home Insurance Buildinggel.
Ahogy a városokban nőtt a bevándorlás, úgy nőtt a szegénység is. A legszegényebbek olyan olcsó lakásokba zsúfolódtak, mint a New York-i Five Points és Hell's Kitchen negyedek. Ezeken a területeken gyorsan eluralkodtak a hírhedt bűnbandák, mint például a Five Points Gang és a Bowery Boys. A túlzsúfoltság terjesztette a kórokozókat; a nagyvárosi bérházakban a halálozási arányok messze meghaladták a vidéki halálozási arányokat.
A gyors külső terjeszkedés hosszabb utazásokat tett szükségessé a munkába és a bevásárláshoz a középosztálybeli irodai dolgozók és háziasszonyok számára. A munkásosztály 1945 utánig általában nem rendelkezett gépkocsival; jellemzően gyalog mentek a közeli gyárakba, és a szomszédos kis boltokat látogatták. A középosztály jobb közlekedési rendszert követelt. Az 1880-as években a lassú lóvontatású villamosok és a gyorsabb elektromos trolik voltak divatban.
A lóvontatású korszakban az utcák burkolatlanok voltak, és földdel vagy kaviccsal borítottak. Ez azonban egyenetlen kopást eredményezett, új veszélyeket nyitott a gyalogosok számára, és veszélyes kátyúkat okozott a kerékpárok és a gépjárművek számára. Csak Manhattanben 1900-ban 130 000 ló volt, amelyek villamosokat, kézbesítő kocsikat és magánkocsikat húztak, és hátrahagyták a hulladékukat. Nem voltak gyorsak, és a gyalogosok kitérhettek és átverekedhették magukat a zsúfolt utcákon.
A kisvárosokban az emberek többnyire gyalog jutottak el úti céljukhoz, így az 1920-as évekig továbbra is a föld- és kavicsútra támaszkodtak. A nagyobb városok sokkal összetettebb közlekedési igényekkel rendelkeztek. Jobb utcákat akartak, ezért fából vagy gránitból készült tömbökkel burkolták le őket. 1890-ben Chicago 2000 mérföldnyi utcájának egyharmada volt burkolt, főként falapokkal, amelyek jobb tapadást biztosítottak, mint a sár. A tégla burkolat jó kompromisszum volt, de még jobb volt az aszfaltburkolat. London és Párizs mintájára Washington D.C. 1882-re 300 000 négyzetméter aszfaltburkolatot fektetett le, és mintául szolgált Buffalo és Philadelphia számára is.
A század végére az amerikai városok 25 millió négyzetméter aszfaltburkolattal büszkélkedhettek, amit a téglaépítés követett. Az utcai villamos trolik  óránként 12 mérföldes sebességgel közlekedtek, és a középosztálybeli vásárlók és irodai dolgozók fő közlekedési eszközévé váltak. A nagyvárosi utcák a gyorsabb, nagyobb és veszélyesebb járművek útjaivá váltak, a gyalogosoknak vigyázniuk kellett. A legnagyobb városokban az utcai vasutakat megemelték, ami növelte a sebességüket és csökkentette a veszélyeiket. Boston az 1890-es években építette meg az első metrót, amelyet egy évtizeddel később New York követett.

## Dél és Nyugat

### Dél

Dél vörös színnel jelölve

Dél továbbra is erősen vidéki maradt, és sokkal szegényebb volt, mint Észak vagy Nyugat. Délen a rekonstrukció jelentős változásokat hozott a mezőgazdasági gyakorlatban. Ezek közül a legjelentősebb a sharecropping  volt, ahol a bérlő farmerek termésük akár felét is "megosztották" a földtulajdonosokkal, cserébe vetőmagért és alapvető ellátmányért. A polgárháború után a fekete farmerek mintegy 80%-a és a fehérek 40%-a élt ebben a rendszerben. A legtöbb bérlő az adósság körforgásába volt zárva, amelyből a menekülés egyetlen reménye a nagyobb mértékű ültetés volt. Ez a gyapot és a dohány túltermeléséhez (és ezáltal az árak és a jövedelmek csökkenéséhez), a talaj kimerüléséhez és szegénységhez vezetett mind a földtulajdonosok, mind a bérlők körében.
A mezőgazdaság részesedése a munkaerőből, 1890
Északkelet 15%
Közép-atlanti 17%
Középnyugat 43%
Dél-atlanti 63%
Dél-közép 67%
Nyugat 29%
| Északkelet    | 15% |
| Közép-atlanti | 17% |
| Középnyugat   | 43% |
| Dél-atlanti   | 63% |
| Dél-közép     | 67% |
| Nyugat        | 29% |

Csak néhány szórványváros volt – a kis udvarvárosok szolgálták ki a tanyai lakosságot. A helyi politika a bírósági épületben székelő politikusok és ügyvédek körül forgott. A Piedmont régióban, különösen Carolinában, szűk értelemben vett textilgyártásra vagy cigarettagyártásra összpontosító malomvárosok kezdtek megnyílni. A faji szegregáció és az egyenlőtlenség külső jelei mindenütt jelen voltak, és ritkán támadták meg őket. A színvonalat megsértő feketéket kiutasítás vagy lincselés fenyegette. A gyapot még fontosabbá vált, mint korábban, mivel a szegény fehéreknek szükségük volt a gyapotból származó készpénzre. A gyapot ára sokkal alacsonyabb volt, mint a háború előtt, így mindenki szegény volt. A déli fehér emberek vonakodtak északra költözni, vagy városokba költözni, így a kis farmok száma megszaporodott, és a népesség növekedésével egyre kisebbek lettek.
A fehér farmerek közül sokan, és a legtöbb fekete farmer is bérlő farmer volt, akiknek a munkaállataik és a szerszámaik a tulajdonukban voltak, a földet pedig bérelték. Mások napszámosok vagy nagyon szegény bérlők voltak, akik a földtulajdonos felügyelete alatt dolgoztak. Kevés készpénz volt forgalomban, mivel a legtöbb farmer a helyi kereskedőknél vezetett hitelszámlákból gazdálkodott, és adósságait ősszel, a gyapot betakarításakor fizette ki. Bár mindenütt voltak kis vidéki templomok, csak néhány romos elemi iskola volt. A magánakadémiákon kívül az 1920-as évekig nagyon kevés középiskola volt. Az újabb területeken, különösen Texasban és Közép-Floridában alig jobbak voltak a körülmények, a legmélyebb szegénység Dél-Karolinában, Mississippiben és Arkansasban volt.
Az afroamerikaiak túlnyomó többsége délen élt, és ahogy a felszabadulás és az újjáépítés ígéretei elszálltak, a faji kapcsolatok mélypontjára kerültek. Minden déli állam és város Jim Crow-törvényeket fogadott el, amelyek a 19. század végétől 1964-ig voltak érvényben, amikor a Kongresszus eltörölte őket. Ezek de jure (jogi) szegregációt írtak elő minden közintézményben, például az üzletekben és az utcai autókban, a feketék számára állítólag "elkülönített, de egyenlő" státusszal. A valóságban ez a fehér amerikaiak számára biztosítottnál drámaian rosszabb bánásmódhoz és elhelyezéshez vezetett, ami számos gazdasági, oktatási és társadalmi hátrányt rendszerezett. A feketék számára jóval kevesebb iskola volt, és az adófizetők csak csekély mértékben támogatták őket, bár az északi filantrópok és egyházak több tucat akadémiát és kis főiskolát tartottak nyitva.
A rekonstrukció során a feketék ellen irányuló, évekig tartó növekvő erőszak és megfélemlítés közepette a szövetségi kormány képtelen volt alkotmányos védelmet biztosítani a felszabadítottaknak. Az 1877-es kiegyezésben Hayes elnök kivonta az uniós csapatokat Délről; a "megváltók" (fehér demokraták) gyorsan cselekedtek, hogy visszafordítsák a rekonstrukció úttörő előrelépéseit. A feketék politikai hatalmát az 1880-as években felszámolták, és az 1890-es években az új törvények gyakorlatilag megakadályozták, hogy a feketék több mint 90%-a szavazhasson (néhány Tennessee-i kivételtől eltekintve; a határállamokban a feketék mégis szavazhattak).

### Nyugat

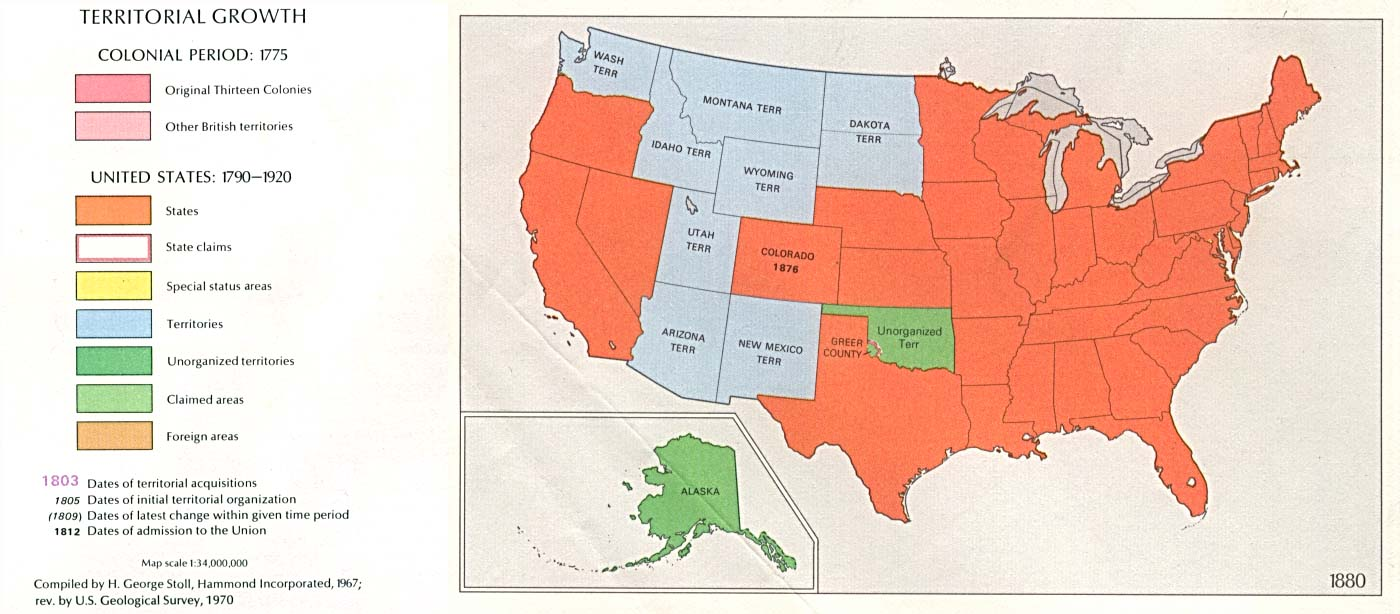
Az Egyesült Államok térképe, 1870-80. A narancssárga az államiságot, a világoskék a teritóriumokat, a zöld a szervezettelen területeket jelöli

1869-ben az első transzkontinentális vasútvonal – a Union Pacific Omahától Utahig és a Central Pacific Utah-tól Kaliforniáig tartó kombinációja – megnyitotta a távoli nyugati bányászati és tanyasi régiókat. Az utazás New Yorkból San Franciscóba mostantól hat hónap helyett hat napot vett igénybe.
A polgárháború után a keleti partról és Európából sokakat csábítottak nyugatra a rokonoktól kapott beszámolók és a kiterjedt reklámkampányok, amelyek "a legjobb prériföldeket", "alacsony árakat", "nagy készpénzes kedvezményeket" és "jobb feltételeket, mint valaha!" ígértek. Az új vasútvonalak lehetőséget biztosítottak a bevándorlók számára, hogy kimehessenek és körülnézzenek, mégpedig speciális családi jegyekkel, amelyek költségét a vasút által kínált földvásárlásra lehetett fordítani. A síkságokon valóban nehezebb volt a földművelés, mint keleten.
A vízgazdálkodás kritikusabb volt, a villámtüzek gyakoribbak voltak, az időjárás szélsőségesebb volt, a csapadék kevésbé volt kiszámítható. A félősek otthon maradtak, míg a bevándorlókat elsősorban a gazdasági életük javításának keresése motiválta. A földművesek nagyobb, olcsóbb és termékenyebb földeket kerestek, a kereskedők és iparosok új vevőket és új vezetési lehetőségeket. A munkások jobban fizető munkát és jobb körülményeket akartak. Mivel a Homestead Acts ingyen földet biztosított a polgároknak, a vasutak pedig olcsó földeket adtak el az európai farmereknek, a Nagy-síkságok benépesítése gyorsan megvalósult, és a határvidék 1890-re gyakorlatilag megszűnt.

#### Családi élet
Az aranykor nyugati részén kevés egyedülálló férfi próbálkozott a farm működtetésével. A farmerek világosan megértették, hogy szükségük van egy keményen dolgozó feleségre, és számos gyermekre, hogy megbirkózzanak a sok munkával, beleértve a gyermeknevelést, a család élelmezését és ruházkodását, a házimunka irányítását és a bérmunkások élelmezését. A letelepedés első éveiben a farmon élő nők a szabadban végzett munkával szerves szerepet játszottak a család túlélésének biztosításában. Körülbelül egy nemzedék elteltével a nők egyre inkább elhagyták a földeket, és ezzel újrafogalmazták a családon belüli szerepüket. Az olyan új kényelmi eszközök, mint a varró- és mosógépek arra ösztönözték a nőket, hogy a háztartási szerepek felé forduljanak. A tudományos háztartási mozgalmat a média és a kormányzati tanácsadók, valamint a megyei vásárok, amelyeken a házi főzés és konzervkészítés vívmányait mutatták be, a mezőgazdasági lapokban a nőknek szóló tanácsadó rovatok, az iskolákban pedig háztartási tanfolyamok népszerűsítették országszerte.
Bár a prérik tanyasi életéről alkotott keleti kép a magányos farmerek elszigeteltségét és a tanyasi élet sivárságát hangsúlyozza, a valóságban a vidéki emberek gazdag társadalmi életet teremtettek maguknak. Például sokan csatlakoztak a Grange helyi fiókjához; a többségnek volt kapcsolata a helyi egyházakkal. Népszerű volt a gyakorlati munkát, a bőséges étkezést és az egyszerű szórakozást ötvöző tevékenységek szervezése, mint például a pajtaépítések , a kukoricahántások és a takaróvarrások.
Az emberek elfoglaltsága a tervezett Grange-gyűlésekkel, templomi istentiszteletekkel és iskolai rendezvényekkel volt lekötve. A nők közös étkezéseket és potluck-rendezvényeket, valamint a családok közötti hosszabb látogatásokat szerveztek.
A gyermekkor a nyugati farmokon vitatott terület. A tudósok egyik csoportja szerint a vidéki környezet üdvös volt, mert lehetővé tette a gyermekek számára, hogy elszakadjanak a városi kor- és nemi hierarchiától, elősegítette a családok egymásra utaltságát, és olyan gyermekeket nevelt, akik önállóbban, mozgékonyabban, alkalmazkodóképesebben, felelősségteljesebben, függetlenebben és a természettel szorosabb kapcsolatban voltak, mint városi vagy keleti társaik. Más történészek azonban a magány, a nélkülözés, a bántalmazás és az igényes fizikai munka zord képét festik le már kiskoruktól kezdve.

#### Őslakosok asszimilációja

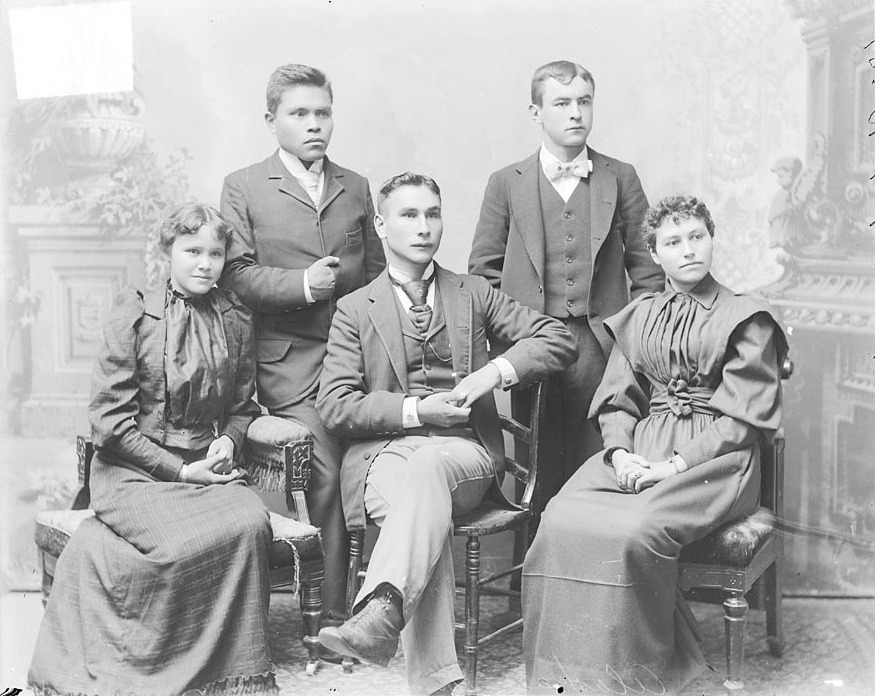
Diákok egy csoportja egy nem fehér férfival együtt, 1893

Az indiánpolitikát a nemzeti kormányzat határozta meg (az államoknak nagyon kevés szerepük volt), és 1865 után az országos politika szerint az indiánoknak vagy be kellett asszimilálódniuk a nagyobb közösségbe, vagy rezervátumokban kellett maradniuk, ahol a kormányzat támogatásokat biztosított. A rezervátumokban élő bennszülöttek többé nem kóborolhattak, és nem harcolhattak hagyományos ellenségeikkel. Az amerikai hadseregnek kellett érvényt szereznie a törvényeknek. A nyugati őslakosok konfliktusba kerültek a bányászok, farmerek és telepesek terjeszkedésével. 1880-ra eltűntek a bölénycsordák, a vadászgazdaság alapja. Az erőszak az 1880-as években elcsitult, és 1890 után gyakorlatilag megszűnt.
Az amerikai őslakosok egyénileg választhattak, hogy rezervátumokban élnek-e, ahol az élelmet, ellátást, oktatást és orvosi ellátást a szövetségi kormány biztosította, vagy a nagyobb társadalomban élnek önállóan, és fizetést keresnek, jellemzően cowboyként egy farmon, vagy fizikai munkásként a városban. A reformerek minél több indián őslakosnak akartak lehetőséget adni arra, hogy saját farmot birtokolhassanak és üzemeltethessenek, ezért a kérdés az volt, hogy miként lehet a törzs tulajdonában lévő földekett az egyes őslakosoknak biztosítani. Az őslakosok amerikai társadalomba való beilleszkedése érdekében a reformerek képzési programokat és iskolákat hoztak létre, mint például a pennsylvaniai Carlisle-ben található Carlisle Indian Industrial School, amely számos neves indián vezetőt nevelt ki. A rezervátumok asszimilációellenes hagyományőrzői azonban ellenálltak az integrációnak és az ezzel járó hagyományos életük elvesztésének.
1887-ben a Dawes-törvény javasolta a törzsi földek felosztását, és 160 hold (0,65 km²) földterület felosztását minden családfőnek. Ezeket a kiosztásokat a kormánynak 25 évig kellett volna trösztként kezelnie, majd a tulajdonosoknak teljes tulajdonjoggal átadni, hogy azok eladhassák vagy jelzáloggal terhelhessék azt. Mivel az egyes őslakosok eladták földjeiket, az őslakos közösség birtokában lévő összes föld közel felére csökkent. Az individualizált rendszer aláásta a hagyományos közösségi törzsi szervezetet. Ráadásul az őslakosok többsége az intenzív missziós tevékenységre úgy reagált, hogy áttért a kereszténységre. A Dawes-törvény hosszú távú célja az volt, hogy az őslakosokat integrálja a társadalom főáramába. Azok, akik nem voltak hajlandóak asszimilálódni, szegénységben maradtak a rezervátumokban, és mindeddig a szövetségi élelmezésből, gyógyszerből és iskoláztatásból támogatták őket. 1934-ben a nemzeti politikát ismét megfordította az Indián Újjászervezési Törvény, amely megpróbálta megvédeni a törzsi és közösségi életet a rezervátumokban.

## Művészet

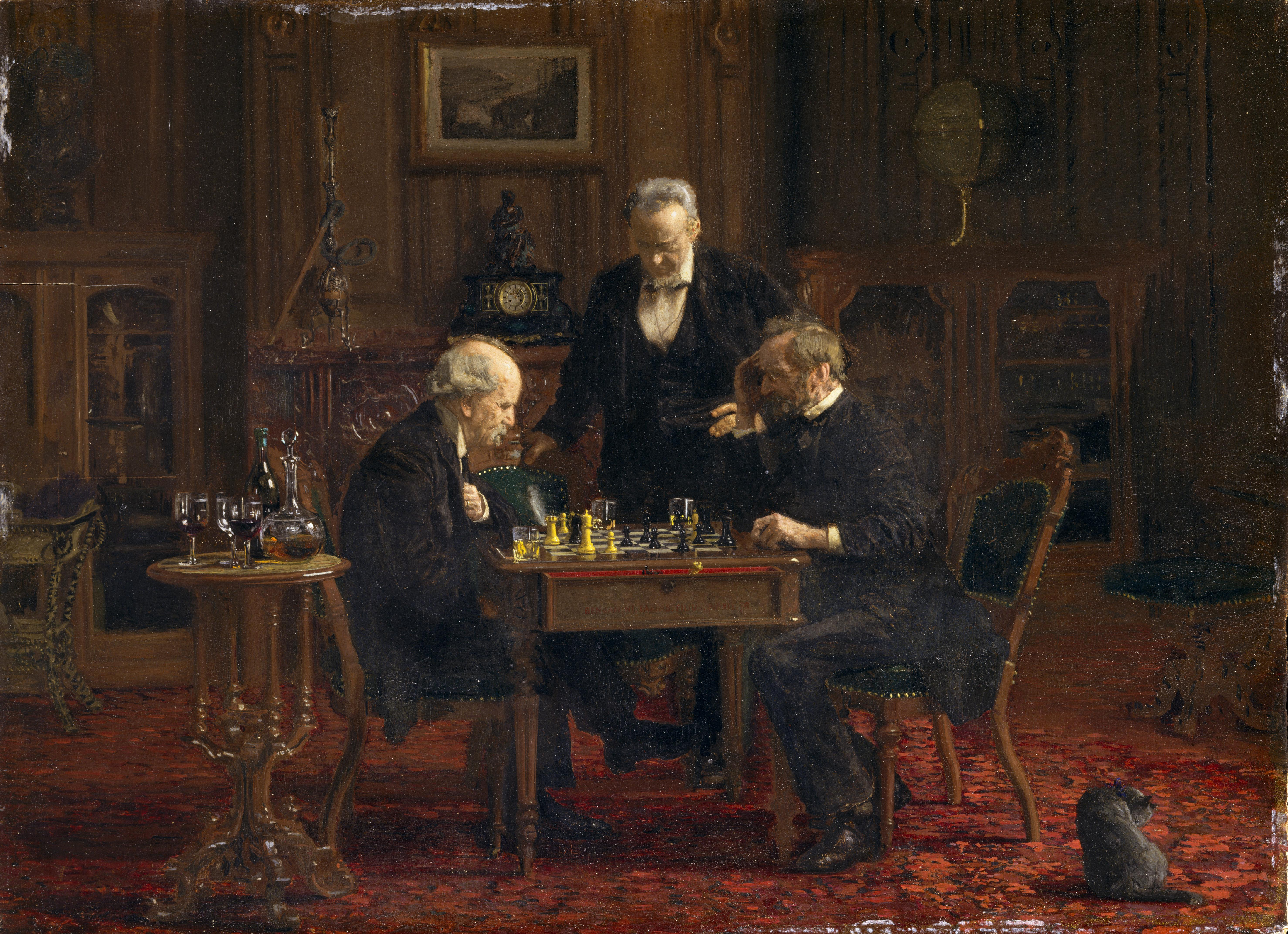
A sakkozók, Thomas Eakins (1876)

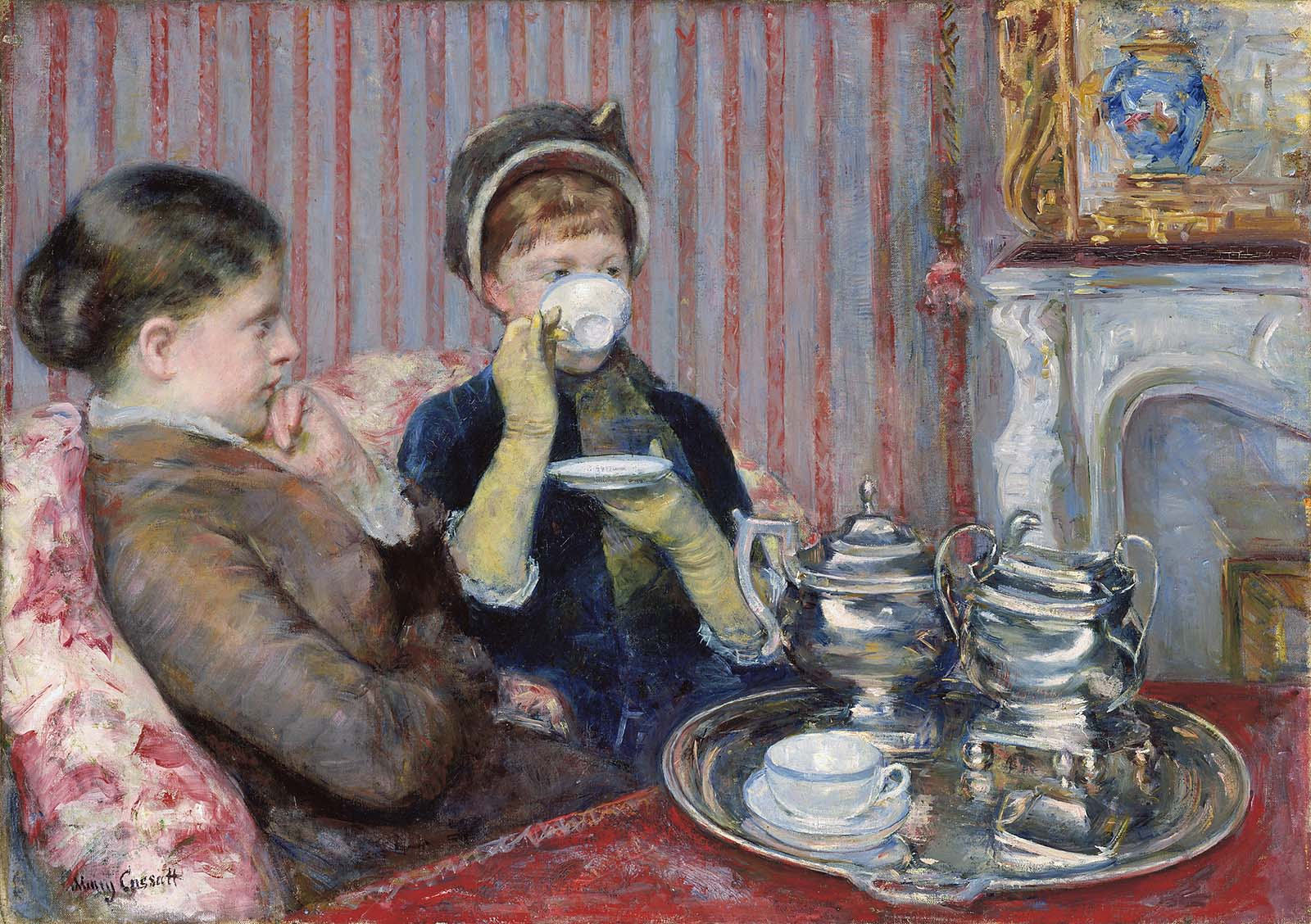
A csésze tea, Mary Cassatt (1879 körül)

Az aranyozott kor néhány jól ismert festője többek között: Jules Breton, Winslow Homer, Thomas Eakins, William Merritt Chase, John Singer Sargent, Mary Cassatt, James Abbott McNeill Whistler, Childe Hassam, John Henry Twachtman és Maurice Prendergast.
A New York-i művészeti világ az aranykorszakban jelentős fordulatot vett, a kiállítások és a nagy aukciósházak megalakulása az amerikai művészetre fókuszált. Az aranyozott kor kulcsfontosságú volt a New York-i művészeti világ nemzetközi művészeti piacon való megalapozásában.

## Elnökök
Az aranyozott korban az alábbi elnökök voltak hatalmon:
- Ulysses S. Grant
- Rutherford B. Hayes
- James A. Garfield
- Chester A. Arthur
- Grover Cleveland
- Benjamin Harrison
- William McKinley

## Fordítás
- Ez a szócikk részben vagy egészben  a   Gilded Age című angol Wikipédia-szócikk ezen változatának fordításán alapul.  Az eredeti cikk szerkesztőit annak laptörténete sorolja fel. Ez a jelzés csupán a megfogalmazás eredetét és a szerzői jogokat jelzi, nem szolgál a cikkben szereplő információk forrásmegjelöléseként.

### Történetírás
- De Santis, Vincent P. "The Political Life of the Gilded Age: A Review of the Recent Literature." The History Teacher 9.1 (1975): 73–106.
- De Santis, Vincent P. "The Gilded Age In American History". Hayes Historical Journal, vol. 7, no. 2 (1988).
- Rodgers, Daniel T. "Capitalism and Politics in the Progressive Era and in Ours". Journal of the Gilded Age & Progressive Era (2014) 13#3 pp 379–86.
- Schneirov, Richard (2006). „Thoughts on Periodizing the Gilded Age: Capital Accumulation, Society, and Politics, 1873–1898”. Journal of the Gilded Age and Progressive Era 5 (3), 189–224. o. DOI:10.1017/S1537781400003078.

### Elsődleges források
- Fink, Leon (ed.) Major Problems in the Gilded Age and Progressive Era. 1993. Primary sources and scholarly essays.
- Hoogenboom, Ari, and Olive Hoogenboom (eds.) The Gilded Age (1967) Short annotated excerpts from primary sources.
- Link, William A., and Susannah J. Link (eds.) The Gilded Age and Progressive Era: A Documentary Reader. 2012.

### Tudományos folyóiratok
- Journal of the Gilded Age and Progressive Era, scholarly quarterly
  - Journal of the Gilded Age and Progressive Era on JSTOR
- Hayes Historical Journal: A Journal of the Gilded Age 1976–1993, selected articles full text